# Мюленен
Мюленен — невелике містечко на висоті 692 м над рівнем моря Кандерталі в кантоні Берн. Дорога вздовж Зульдбаха відокремлює село, а також є муніципальною межею між Райхенбахом-ім-Кандерталь та Ескі біля Шпіца. Mülenen знаходиться на лінії Льотшберг у Бернському Оберланді в Швейцарії. Від Мюленена до Нізена веде найдовший фунікулер у Європі – Нізенбан.

## Історія та археологія
У Мюленені стояв середньовічний замок Мюленен і Лецімауер, що пролягав через долину. Останній був відкритий і законсервований у 1990 і 1995 роках археологічною службою кантону Берн. Серед іншого, у колодязі замку знайшли багато декоровану середньовічну дерев'яну шахову фігуру.